# Nadzieja Artymowicz
Nadzieja Artymowicz (biał. Надзея Еўдакімаўна Артымовіч, ur. 18 lutego 1946 w Augustowie k. Bielska Podlaskiego, zm. 3 października 2023 w Bielsku Podlaskim – poetka literatury białoruskojęzycznej z mniejszości białoruskiej na Podlasiu.

## Życiorys
Jest wnuczką Ignacego Artymowicza z Augustowa, od końca XIX wieku malarza cerkwi w powiecie bielskim, córką Eudokima Artymowicza. Dorastała w Bielsku Podlaskim, do którego przeprowadzili się jej bliscy. Tam ukończyła Liceum Ogólnokształcące z Białoruskim Językiem Nauczania im. Bronisława Taraszkiewicza (1964). Ukończyła filologię białoruską na Uniwersytecie Warszawskim (1972). Po ukończeniu studiów pracowała jako tłumacz w Instytucie Wzornictwa Przemysłowego w Warszawie, a następnie w domu kultury w Bielsku Podlaskim. 
W 1970 roku debiutowała na łamach Niwy, na której łamach przez następne 5 lat opublikowała 13 utworów. Przełomowym w jej karierze był rok 1976, w którym jej poezja doczekała się pierwszej recenzji i zorganizowano jej pierwszy wieczór autorski. 
Mieszkała w Bielsku Podlaskim. Była członkiem Białoruskiego Stowarzyszenia Literackiego „Białowieża” i, od 1992 roku, Związku Literatów Polskich. Została odznaczona Złotą Odznaką Zasłużony Działacz Kultury. W 2009 roku występowała na Festiwalu Białoruskiej Poezji Śpiewanej i Piosenki Autorskiej „Jesień Bardów” wraz z Alehem Kabzarem, który komponuje muzykę do jej utworów poetyckich. O twórczości Nadziei Artymowicz pisała m.in. Teresa Zaniewska. 

## Wydała
- „We śnie w bólu słowa” (Białystok 1979)[3], przekład Jana Leończuka[7]
- „Rozdumy” (Białystok 1981)[3][7]
- „Siezon u biełych piejzażach" (Białystok 1990)[3][7]
- „Z niespakojnych daroh” (Mińsk 1993)[7]
- „Dźwiery” (Białystok 1994) (współautor: Alieś Razanau)[7]
- „Łagodny czas” (1998)
- „Adpływaje spakojnaje nieba” (Białystok 1999)[7]
- „Žoŭtaja muzyka” (Białystok 2005)[10]